# El concierto
Albums de Luis Miguel
Segundo romance
(1994) Nada es igual
(1996)
Singles
El Concierto (français : Le concert) est le deuxième album live, après l'EP América & en vivo, du chanteur mexicain Luis Miguel, sorti le 17 octobre 1995 chez WEA Latina. Il a été enregistré à partir de ses performances à l'Auditorium national de Mexico et au Stade José Amalfitani, en 1994, lors de sa tournée Segundo Romance. L'album contient des reprises en direct des chansons de José Alfredo Jiménez (Si Nos Dejan, Amanecí en Tus Brazos et El Rey), qui n'avaient jamais été publiées auparavant. Les deux premières chansons sont sorties en single, la première atteignant la première place du classement Billboard Hot Latin Songs et la seconde la troisième place du même classement.
À sa sortie, El Concierto a reçu des critiques généralement favorables, qui ont salué sa production, le chant de Miguel et ses interprétations des rancheras de Jiménez. L'album a atteint la deuxième place du hitparade Billboard Top Latin Albums et l'album et la vidéo ont été certifiés or par la Recording Industry Association of America (RIAA). L'album a atteint la deuxième place du palmarès de la Cámara Argentina de Productores de Fonogramas y Videogramas (CAPIF) et a été certifié quadruple platine par la CAPIF. Le disque a également atteint la deuxième place du palmarès des albums chiliens et a obtenu le statut de disque de diamant dans le pays et de double platine au Mexique, de platine au Paraguay et en Uruguay. L'album s'est vendu à plus de deux millions d'exemplaires dans l'année qui a suivi sa sortie. El Concierto a remporté le prix Eres pour l'album de l'année et a été nommé pour l'album pop de l'année aux prix Lo Nuestro de 1996.

## Contexte et sortie
En 1994, Miguel a sorti son dixième album studio, Segundo Romance. Il fait suite à son album Romance de 1991 où Miguel enregistre une collection de boléros classiques et de standards latino-américains. Il s'est vendu à plus d'un million d'exemplaires dans les deux jours qui ont suivi sa sortie et a été certifié platine aux États-Unis pour la vente d'un million d'exemplaires, faisant de Miguel le premier artiste latin à avoir deux disques de platine aux États-Unis (l'autre est Romance),. Pour promouvoir davantage l'album, Miguel a commencé sa tournée Segundo Romance avec 16 spectacles à l'Auditorium national de Mexico, qui a attiré un public de plus de 155 000 personnes. Le chanteur s'est produit dans tout le Mexique, aux États-Unis, au Pérou et en Argentine jusqu'au 31 décembre 1994, date à laquelle la tournée s'est terminée à Acapulco. Ses seize spectacles à l'Auditorium national de Mexico et ses deux concerts au Stade Vélez de Buenos Aires ont été filmés pour être inclus dans un album live.
Il était disponible en quatre formats : un double CD audio en direct, une cassette, un laserdisc et une vidéo. Les formats comprenaient les interprétations complètes de 28 chansons des concerts. L'album est sorti le 17 octobre 1995. El concierto comprend trois interprétations en direct des chansons de José Alfredo Jiménez : Si Nos Dejan, Amanecí en Tus Brazos, et El Rey. Lors de ces représentations, Miguel était accompagné de Mariachi 2000 dirigé par Cutberto Pérez. Si Nos Dejan est sorti en single pour l'album le 30 août 1995. La chanson a atteint la première place du classement Billboard Hot Latin Songs, devenant ainsi sa douzième chanson numéro un. Amanecí en Tus Brazos est sorti en tant que deuxième single et a atteint la troisième place du classement Hot Latin Songs. La version live de Hasta Que Me Olvides est sortie en Espagne en tant que single promotionnel.
Pour promouvoir davantage l'album, Miguel lance la tournée El Concierto (en) qui débute le 15 septembre 1995 au Circus Maximus Showroom de Las Vegas, au Nevada, et se produit dans plusieurs villes des États-Unis. La setlist comprend des morceaux pop et des ballades déjà enregistrés, des boléros de ses albums romances et les chansons mariachi d'El Concierto. La tournée s'est terminée le 31 décembre 1995 à Acapulco.

## Accueil
Stephen Thomas Erlewine d'AllMusic a attribué 4,5 étoiles sur 5 à El Concierto, saluant l'inclusion des performances de mariachis et qualifiant le spectacle de « bonne introduction au chanteur, puisqu'il présente ses plus grands succès et qu'il donne une performance tapageuse et passionnée ». John Lannert, du magazine Billboard, a qualifié l'album de « double CD live prévisible, bien que plaisant aux fans » et a qualifié ses performances de mariachis de « classiques du style mariachi ». Chito de la Torre a écrit pour La Prensa de San Antonio (en) et a fait l'éloge de l'album, déclarant que Miguel « se trouve parmi les rares qui sont vraiment bons à la fois sur disque et en live » et a complimenté son « feeling énergique et les réactions du public en live ». René Carbrera du Corpus Christi Caller-Times a déclaré que les productions de l'album « emmènent essentiellement les auditeurs à travers l'une des performances dynamiques de Miguel » et a fait l'éloge des performances de boléro comme « superbement exécutées comme des ballades pop par Miguel ». Concernant les chansons mariachi, Cabrera a déclaré : « S'il y a quelque chose qui ressort des créations de Jimenez, c'est que les morceaux sont aussi indestructibles que les émotions qui y sont décrites ». Le rédacteur en chef du San Diego Union-Tribune, Ernesto Portillo Jr., a attribué à l'album quatre étoiles sur quatre, en complimentant la voix de Miguel, ses airs pop comme « grésillement », et a remarqué que Miguel « montre ses prouesses musicales avec des interprétations convaincantes, soutenues par des mariachis, de quatre classiques de la ranchera écrits par le défunt chanteur-compositeur mexicain Jose Alfredo Jimenez ».
Lors de la cérémonie de remise des prix Eres 1996, El Concierto a été récompensé pour l'album de l'année et Miguel pour l'artiste de l'année. La même année, le disque a été nommé pour le prix de l'album pop de l'année lors de la 8e édition des prix Lo Nuestro, mais a perdu face à l'album éponyme d'Enrique Iglesias. Si Nos Dejan a également été nommé pour la chanson pop de l'année, perdant à nouveau contre Iglesias pour sa chanson Si Tu Te Vas. Miguel a remporté le prix de l'artiste masculin pop de l'année,.

## Ventes
Aux États-Unis, El Concierto a fait ses débuts et a atteint la deuxième place du classement Billboard Top Latin Albums, la première place étant occupée par l'album Dreaming of You de Selena. Il n'a occupé cette position que pendant deux semaines avant d'être remplacé par Abriendo Puertas de Gloria Estefan. Le disque a également atteint la 45e place du Billboard 200 et la deuxième place du hitparade Billboard Latin Pop Albums (en),. L'album et la vidéo ont tous deux été certifiés or par la Recording Industry Association of America (RIAA) ; le premier pour la vente de 500 000 exemplaires et le second pour 50 000 exemplaires. En Argentine, El Concierto a débuté à la première place du classement des albums de la Cámara Argentina de Productores de Fonogramas y Videogramas (CAPIF) et l'album a été certifié quadruple platine par la CAPIF pour des ventes de 240 000 exemplaires, tandis que la vidéo a reçu une certification platine pour des ventes de 8 000 exemplaires,. L'album a atteint la deuxième place sur les albums au Chili et a été certifié platine dans le pays,. Il a également obtenu le statut de platine au Mexique, au Paraguay et en Uruguay. Ailleurs, il a été certifié or en Bolivie et en Espagne, quintuple platine au Venezuela et triple platine en Amérique centrale. El Concierto s'est vendu à plus de deux millions d'exemplaires dans l'année qui a suivi sa sortie.

## Liste des titres
Adaptée de Discogs (CD) et d'AllMusic (vidéo).
| 1. | Introduccion |                                               | 1:10  |
| 2. | Luz Verde | Rudy Pérez                                    | 3:46  |
| 3. | Pensar en Ti | Francisco Fabián Céspedes                     | 4:32  |
| 4. | Dame Tu Amor | Kiko Cibrian / Adrián Possé                   | 4:56  |
| 5. | No Sé Tú | Armando Manzanero                             | 3:56  |
| 6. | Alguien Como Tú (Somebody in Your Life) | Robbie Buchanan /Diane Warren / Angel Marquez | 5:29  |
| 7. | Medley (Yo Que No Vivo Sin Ti, Culpable o No, Más Allá de Todo, Fría Como el Viento, Entrégate, Tengo Todo Excepto a Ti, La Incondicional) |                                               | 16:33 |
| 8. | Suave | Kiko Cibrian / Orlando Castro                 | 5:39  |

| 1.  | Introduction Guitare                         |                                                   | 1:33 |
| 2.  | Hasta Que Me Olvides                         | Juan Luis Guerra                                  | 4:25 |
| 3.  | Que Nivel de Mujer                           | Emilio Castillo / Orlando Castro / Stephen Kupka  | 4:43 |
| 4.  | Historia de un Amor                          | Carlos Eleta Almarán                              | 3:52 |
| 5.  | Nosotros                                     | Pedro Junco                                       | 3:52 |
| 6.  | Somos Novios                                 | Armando Manzanero                                 | 3:16 |
| 7.  | Sin Ti                                       | Pepe Guízar                                       | 3:07 |
| 8.  | El Día Que Me Quieras                        | Carlos Gardel / Alfredo Le Pera                   | 3:59 |
| 9.  | La Media Vuelta                              | José Alfredo Jiménez                              | 2:44 |
| 10. | Si Nos Dejan                                 | José Alfredo Jiménez                              | 2:32 |
| 11. | Amanecí en Tus Brazos                        | José Alfredo Jiménez                              | 2:31 |
| 12. | El Rey                                       | José Alfredo Jiménez                              | 3:16 |
| 13. | Será Que No Me Amas (Blame It on the Boogie) | Mick Jackson / Elmar Krohn / Juan Carlos Calderón | 4:36 |

| 1.  | Luz Verde                                    |  |  |
| 2.  | Pensar en Ti                                 |  |  |
| 3.  | Dame Tu Amor                                 |  |  |
| 4.  | No Sé Tú                                     |  |  |
| 5.  | Alguien Como Tú (Somebody in Your Life)      |  |  |
| 6.  | Medley                                       |  |  |
| 7.  | Suave                                        |  |  |
| 8.  | Hasta Que Me Olvides                         |  |  |
| 9.  | Que Nivel de Mujer                           |  |  |
| 10. | Historia de un Amor                          |  |  |
| 11. | Nosotros                                     |  |  |
| 12. | Somos Novios                                 |  |  |
| 13. | Sin Ti                                       |  |  |
| 14. | El Día Que Me Quieras                        |  |  |
| 15. | La Media Vuelta                              |  |  |
| 16. | Si Nos Dejan                                 |  |  |
| 17. | El Rey                                       |  |  |
| 18. | Será Que No Me Amas (Blame It on the Boogie) |  |  |

## Crédits
Adaptés d'AllMusic.

### Crédits musicaux
- Juan Manuel Arpero – direction d'orchestre, trompette
- Alejandro Carballo – trombone
- Armando Cedillo – trompette
- Idelfonso Cedillo – violoncelle
- Ignacio "Kiko" Cibrián – direction d'orchestre, guitare, producteur
- Daniel Cruz – alto
- Miguel Flores – guitare
- Pedro Garcia – violon
- Alfonso Gonzalez – violon
- Arturo González – violon
- Aarón Jiménez – violon
- Francisco Loyo – piano
- Victor Loyo – batterie
- Ignacio Mariscal – violoncelle
- Antonio Medrano – violon
- Martín Medrano – violon
- Luis Miguel – producteur, chant
- Jeff Nathanson – saxophone
- Arturo Perez – claviers
- Cutberto Perez – direction d'orchestre, trompette
- Emilio Perez – violon
- Patricia Tanus – chœurs

### Crédits techniques
- Craig Brock –  assistant ingénieur du son
- Bernie Grundman – mastering
- Paul McKenna – ingénieur digital
- Francisco Miranda – ingénieur du son
- Neal Preston – photographie
- Carlos Somonte – photographie
- Salvador Tercero – assistant ingénieur du son
- Sergio Toporek & Christian Vinay – design graphique

## Classements

### Hebdomadaires
| Hitparade (1995-1996)                 | Meilleur classement | Réf.   |
| ------------------------------------- | ------------------- | ------ |
| Argentine (CAPIF)                     | 1                   | [ 29 ] |
| Chili (IFPI)                          | 2                   | [ 31 ] |
| États-Unis Billboard 200              | 45                  | [ 26 ] |
| États-Unis Billboard Top Latin Albums | 2                   | [ 38 ] |
| États-Unis Billboard Latin Pop Albums | 2                   | [ 27 ] |

### Annuels
| Hitparade (1995)                        | Classement | Réf.   |
| --------------------------------------- | ---------- | ------ |
| États-Unis Top Latin Albums (Billboard) | 18         | [ 39 ] |
| États-Unis Latin Pop Albums (Billboard  | 9          | [ 39 ] |

| Hitparade (1996)                        | Classement | Réf.   |
| --------------------------------------- | ---------- | ------ |
| États-Unis Top Latin Albums (Billboard) | 7          | [ 40 ] |
| États-Unis Latin Pop Albums (Billboard  | 7          | [ 40 ] |